# تخلیه وریدی

تخلیهٔ وریدی در سراسر مری توسط یک سیستم صورت نمی‌گیرد. دو سوم فوقانی مری توسط سیستم وریدی کاوا (cava) و یک سوم تحتانی توسط سیستم وریدی پورت تخیله می‌شوند. لازم است ذکر شود که بین سیستم تخیلهٔ وریدی ۲/۳ فوقانی و ۱/۳ تحتانی شنتی وجود دارد که با توجه به محل قرار گیری آن شنت پورتوکاوا (portocava) نامیده می‌شود.